# Eohaustorius estuarius
Eohaustorius estuarius is een vlokreeftensoort uit de familie van de Haustoriidae. De wetenschappelijke naam van de soort is voor het eerst geldig gepubliceerd in 1973 door Bosworth.